# Restauración de cargas
La Restauración de cargas es un procedimiento para restablecer el servicio eléctrico a un gran conjunto de consumidores 
cuando el sistema eléctrico ha sufrido un colapso parcial o total, también llamado Apagón.
La Restauración de cargas tiene un conjunto de restricciones que hacen dificultosa la tarea que deben realizar los operadores 
de los centros de operación y control de los sistemas eléctricos, especialmente por la falta de información y el estado de 
tensión emocional que los operadores se encuentran durante el estado restaurativo.
Esta restricciones o limitaciones hacen que el tiempo requerido para restablecer el servicio a los consumidores sea extenso 
y que además no se pueda determinar cuanto tiempo será necesario para lograr la restauración de cargas.
- Datos: Q6106533